# 長春富奥氷球倶楽部
長春富奥氷球倶楽部（ちょうしゅんふおうひょうきゅうくらぶ）は、かつて中国に存在した男子アイスホッケーチーム。中国吉林省長春市を本拠地としていた。ホームリンクは富奥氷球館。アジアリーグアイスホッケーに参加していた。2007年に浩沙と合併し、消滅した。
アジアリーグアイスホッケーには2季目となる2004/05シーズンから長年のライバルであるハルビンとともに参加。中国リーグでは過去28回の優勝回数を誇るが、アジアリーグではレベル差が激しく、2006/07シーズン終了現在の通算成績は6勝107敗1分。アジアリーグ参加以来、最下位以外の経験はなく、ハルビン以外のチームには全く勝てなかった。

## 歴史
- 1954年 - 黒竜江省チチハル市を本拠地としてチチハルアイスホッケーチーム創設。
- 2004年 - アジアリーグアイスホッケーに初参加。初年度は8チーム中最下位に終わる。
- 2006年 - 長春市の富奥汽車零部件股份有限公司（富奥汽车零部件股份有限公司）のスポンサーシップを受け、長春へ移転。チーム名を「長春富奥氷球倶楽部」と変更する。
- 2007年 - 経営難により、浩沙と合併し、チーム名を「中国浩沙」とした。開幕直前にサンノゼシャークスと提携、チーム名を「中国シャークス」と再変更、「チャイナドラゴン」へ吸収合併された。